# 张宏伟 (企业家)
張宏偉（1954年12月26日—），黑龙江哈尔滨人，中国企业家，第一家民营企业上市公司东方集团（黑龙江）的董事长。在2011年福布斯中国富豪榜中名列第87名，净资产19亿美元。第八、第九、第十届全国政协委员、全国工商联副主席、黑龙江省工商联副会长。 
2025年3月，因财务造假，張宏偉被中国证监会罚款1000万元，终身禁入证券市场。

## 外部連結
本文全部或部分内容来自美国联邦政府所属的美国之音网站。根据版权条款（英文）和有关美国政府作品版权的相关法律，其官方发布的内容属于公有领域。